# 萨瓦朗
萨瓦朗（法語：Savoillan）是法国普罗旺斯-阿尔卑斯-蓝色海岸大区 沃克吕兹省的一个市镇，属于卡庞特拉区 马洛塞纳县。该市镇2009年时的人口 为63人。

## 人口
萨瓦朗人口变化图示
| 数据来源：INSEE |